# 1990年のドイツツーリングカー選手権
1990年のドイツツーリングカー選手権は、ドイツツーリングカー選手権の7回目のシーズンである。4月1日のゾルダー・サーキットで開幕し、10月14日のホッケンハイムリンクまで全11ラウンド、22戦でタイトルが争われた。アウディ・V8 クワトロ DTMをドライブするハンス＝ヨアヒム・スタックがタイトルを獲得した。これはDTMにおけるアウディの初のタイトルであった。

## 1990年の参戦チーム・ドライバー
| 車番 | ドライバー                               | チーム                                     | 出場ラウンド    |
| ---- | ---------------------------------------- | ------------------------------------------ | --------------- |
| 1    | ロベルト・ラヴァーリア                   | BMW M チーム・シュニッツァー               | 8               |
| 2    | ファビアン・ジロー                       | BMW M チーム・シュニッツァー               | 全戦            |
| 3    | ジョニー・チェコット                     | BMW M チーム・シュニッツァー               | 全戦            |
| 4    | クラウス・ニーヅビーズ                   | オペル・チーム・イルムシャー               | 4-11            |
| 5    | マルクス・オストライヒ                   | オペル・チーム・イルムシャー               | 4-5, 9-11       |
| 6    | クルト・ティーム                         | AMG Motorenbau GmbH                        | 全戦            |
| 7    | クラウス・ルドヴィック                   | AMG Motorenbau GmbH                        | 全戦            |
| 8    | スティーブ・ソパー                       | Bigazzi M-Team                             | 全戦            |
| 9    | ヨアヒム・ヴィンケルホック               | Bigazzi M-Team                             | 全戦            |
| 10   | ジャック・ラフィット                     | Bigazzi M-Team                             | 全戦            |
| 11   | アルフリート・ヘーガー                   | Linder M Team                              | 全戦            |
| 12   | クリス・ニッセン                         | Linder M Team                              | 全戦            |
| 13   | フランツ・エングストラー                 | Bigazzi M-Team                             | 10              |
| 14   | ローランド・アッシュ                     | Snobeck Racing Service                     | 全戦            |
| 15   | アラン・クディーニ                       | Snobeck Racing Service                     | 全戦            |
| 16   | フランク・ビエラ                         | MS-Jet-Racing                              | 全戦            |
| 17   | ヨルグ・ファン・オーメン                 | MS-Jet-Racing                              | 全戦            |
| 18   | ディーター・クエスター                   | BMW M チーム・ザクスピード                 | 全戦            |
| 19   | アルミン・ハーネ                         | BMW M チーム・ザクスピード                 | 全戦            |
| 20   | アネット・ミューヴィセン                 | BMW M チーム・ザクスピード                 | 全戦            |
| 22   | ハラルド・グロース                       | Valier Motorsport                          | 1, 3, 8-9, 11   |
| 23   | オラフ・マンタイ                         | Team Isert                                 | 4-9, 11         |
| 24   | レオポルド・プリンツ・フォン・バイエルン | Team Isert                                 | 1, 3-11         |
| 25   | フィリップ・ミュラー                     | Bemani-Motorenbau                          | 5, 7            |
| 26   | トニ・ザイラー                           | Bemani-Motorenbau                          | ?               |
| 27   | ペーター・オーベルンドルファー           | Opel Team Schubel                          | 1-6             |
| 28   | クルト・ケーニヒ                         | Autotest & Tuning R. T.                    | 1-3, 5-8, 10-11 |
| 29   | エマニュエル・ピロ                       | BMW M チーム・シュニッツァー               | 10-11           |
| 30   | ギュンター・ムルマン                     | MM-Motorsport GmbH                         | 全戦            |
| 31   | フランク・シュミックラー                 | MM-Motorsport GmbH                         | 3-11            |
| 32   | クリスチャン・ダナー                     | BMW M チーム・シュニッツァー               | 8, 11           |
| 33   | ゲルト・ルッフ                           | Gerd Ruch Motorsport                       | 2-6, 10-11      |
| 34   | エリック・ヴァン・デ・ポール             | BMW M チーム・シュニッツァー               | 11              |
| 35   | フランツ・デュフター                     | Tauber Motorsport                          | 8               |
| 36   | カルステン・ストルーヴェ                 | Tauber Motorsport                          | 2-6, 9, 11      |
| 37   | ゲオルグ・セベリヒ                       | Tauber Motorsport                          | 10              |
| 40   | アルミン・ベルンハルト                   | BAS                                        | 1-2, 4-11       |
| 44   | ハンス＝ヨアヒム・スタック               | シュミット・モトーアシュポルト・テクニーク | 全戦            |
| 45   | ヴァルター・ロール                       | シュミット・モトーアシュポルト・テクニーク | 8-11            |
| 46   | フランク・イエリンスキー                 | シュミット・モトーアシュポルト・テクニーク | 11              |
| 47   | アーノルフ・ヴィルドハイム               | BMW-Dealer-Team                            | 10              |
| 49   | ハンス・カラシェク                       | VSA                                        | 7-11            |
| 50   | アンドレ・バウマン                       | Valente Motorsport                         | 11              |
| 53   | アントン・ゲッサー                       | MM-Motorsport GmbH                         | 1-2             |
| 54   | フォルカー・ストレイチェク               | オペル・チーム・イルムシャー               | 11              |
| 55   | クラウス・ゴールケ                       | Opel Team Schubel                          | 10              |
| 60   | カール・ヴェンドリンガー                 | AMG Motorenbau GmbH                        | 8-9, 11         |
| 64   | ロブ・グラヴェット                       | AMG Motorenbau GmbH                        | 10              |
| 65   | ミハエル・シューマッハ                   | AMG Motorenbau GmbH                        | 11              |
| 66   | フリッツ・クロイツポイントナー           | AMG Motorenbau GmbH                        | 全戦            |
| 77   | トーマス・ヴィンケルホック               | AMG Motorenbau GmbH                        | 1-6             |
| 48   | ウード・シュナイダー                     | Tauber Motorsport                          | 7               |

## 1990年の開催スケジュールと勝者
| 開催日   | レース                        | サーキット                 | 走行距離                                             | 優勝ドライバー                                    | 車両                                                  |
| -------- | ----------------------------- | -------------------------- | ---------------------------------------------------- | ------------------------------------------------- | ----------------------------------------------------- |
| 4月1日   | Bergischer Lowe               | ゾルダー・サーキット       | 18 × 4,284 km = 77,112 km 24 × 4,284 km = 102,816 km | クルト・ティーム                                  | Mercedes-Benz 190E 2.5-16 Evo                         |
| 4月8日   | Rennsport-Festival            | ホッケンハイムリンク       | 15 × 6,801 km = 101,910 km                           | クラウス・ルドヴィック ジョニー・チェコット       | Mercedes-Benz 190E 2.5-16 Evo BMW M3 Sport Evolution  |
| 4月22日  | Eifelrennen                   | ニュルブルクリンク         | 22 × 4,542 km = 99,924 km                            | スティーブ・ソパー                                | BMW M3 Sport Evolution                                |
| 5月6日   | AVUS-Rennen                   | アヴス                     | 19 × 4,880 km = 92,720 km 21 × 4,880 km = 102,480 km | ハンス＝ヨアヒム・スタック                        | Audi V8 quattro DTM                                   |
| 5月20日  | Flugplatzrennen Mainz-Finthen | マインツ・フィンテン       | 45 × 2,300 km = 103,500 km                           | ジョニー・チェコット                              | BMW M3 Sport Evolution                                |
| 6月3日   | Flugplatzrennen Wunstorf      | ヴンストルフ               | 20 × 5,050 km = 101,000 km                           | ハンス＝ヨアヒム・スタック                        | Audi V8 quattro DTM                                   |
| 6月16日  | 24 Stunden vom Nurburgring    | ニュルブルクリンク北コース | 4 × 25,300 km = 101,200 km                           | ジャック・ラフィット フランク・ビエラ             | BMW M3 Sport Evolution Mercedes-Benz 190E 2.5-16 Evo  |
| 7月1日   | 200 Meilen von Nurnberg       | ノリスリンク               | 44 × 2,300 km = 101,200 km                           | ハンス＝ヨアヒム・スタック ロベルト・ラヴァーリア | Audi V8 quattro DTM BMW M3 Sport Evolution            |
| 8月5日   | Flugplatzrennen Diepholz      | ディープホルツ             | 38 × 2,690 km = 102,220 km                           | クルト・ティーム ヨアヒム・ヴィンケルホック       | Mercedes-Benz 190E 2.5-16 Evo2 BMW M3 Sport Evolution |
| 9月3日   | Groser Preis der Tourenwagen  | ニュルブルクリンク         | 22 × 4,542 km = 99,924 km                            | エマニュエル・ピロ ヴァルター・ロール             | BMW M3 Sport Evolution Audi V8 quattro DTM            |
| 10月14日 | ADAC-Preis Hockenheim         | ホッケンハイムリンク       | 13 × 6,802 km = 88,426 km 15 × 6,802 km = 102,030 km | ハンス＝ヨアヒム・スタック                        | Audi V8 quattro DTM                                   |

## ランキング
| 順位 | ドライバー                               | 車両                                                                        | ポイント |
| ---- | ---------------------------------------- | --------------------------------------------------------------------------- | -------- |
| 1    | ハンス＝ヨアヒム・スタック               | Audi V8 quattro DTM                                                         | 189      |
| 2    | ジョニー・チェコット                     | BMW M3 Sport Evolution                                                      | 177      |
| 3    | クルト・ティーム                         | Mercedes 190E 2.5-16 Evo / Mercedes 190E 2.5-16 Evo2                        | 162      |
| 4    | スティーブ・ソパー                       | BMW M3 Sport Evolution                                                      | 152      |
| 5    | クラウス・ルドヴィック                   | Mercedes 190E 2.5-16 Evo / Mercedes 190E 2.5-16 Evo2                        | 140      |
| 6    | ヨアヒム・ヴィンケルホック               | BMW M3 Sport Evolution                                                      | 119      |
| 7    | ジャック・ラフィット                     | BMW M3 Sport Evolution                                                      | 107      |
| 8    | アルトフリート・ヘーガー                 | BMW M3 Sport Evolution                                                      | 98       |
| 9    | ファビアン・ジロー                       | BMW M3 Sport Evolution                                                      | 94       |
| 10   | フランク・ビエラ                         | Mercedes 190E 2.5-16 Evo / Mercedes 190E 2.5-16 Evo2                        | 80       |
| 11   | ヴァルター・ロール                       | Audi V8 quattro DTM                                                         | 72       |
| 12   | アルミン・ハーネ                         | BMW M3 Sport Evolution                                                      | 68       |
| 13   | フリッツ・クロイツポイントナー           | Mercedes 190E 2.5-16 Evo / Mercedes 190E 2.5-16 Evo2                        | 50       |
| 14   | ヨルグ・ファン・オーメン                 | Mercedes 190E 2.5-16 Evo / Mercedes 190E 2.5-16 Evo2                        | 42       |
| 15   | エマニュエル・ピロ                       | BMW M3 Sport Evolution                                                      | 36       |
| 16   | ロベルト・ラヴァーリア                   | BMW M3 Sport Evolution                                                      | 32       |
| 16   | アラン・クディーニ                       | Mercedes 190E 2.5-16 Evo / Mercedes 190E 2.5-16 Evo2                        | 32       |
| 18   | フランク・イェリンスキー                 | Audi V8 quattro DTM                                                         | 30       |
| 19   | フランク・シュミックラー                 | BMW M3 Sport Evolution                                                      | 22       |
| 20   | ディーター・クエスター                   | BMW M3 Sport Evolution                                                      | 20       |
| 21   | ローランド・アッシュ                     | Mercedes 190E 2.5-16 Evo / Mercedes 190E 2.5-16 Evo2                        | 13       |
| 22   | クラウス・ニーヅビーズ                   | Opel Omega 3000 24V                                                         | 10       |
| 23   | クリス・ニッセン                         | BMW M3 Sport Evolution                                                      | 8        |
| 24   | クルト・ケーニヒ                         | BMW M3 Sport Evolution                                                      | 7        |
| 25   | トーマス・ヴィンケルホック               | Mercedes 190E 2.5-16 Evo                                                    | 5        |
| 26   | オラフ・マンタイ                         | BMW M3 Sport Evolution                                                      | 4        |
| 27   | フォルカー・ストレイチェク               | Opel Omega 3000 24V                                                         | 3        |
| 27   | ギュンター・ムルマン                     | BMW M3 Sport Evolution                                                      | 3        |
| 29   | レオポルド・プリンツ・フォン・バイエルン | BMW M3 Sport Evolution                                                      | 2        |
| 29   | アルミン・ベルンハルト                   | Mercedes 190E 2.3-16 / Mercedes 190E 2.5-16 Evo / Mercedes 190E 2.5-16 Evo2 | 2        |
| 31   | マルクス・オストライヒ                   | Opel Omega 3000 24V                                                         | 1        |
| 31   | ハラルド・グロース                       | BMW M3 Sport Evolution                                                      | 1        |
| 31   | エリック・ヴァン・デ・ポール             | BMW M3 Sport Evolution                                                      | 1        |

## 各ワークスの動向
1988年のDTMでドライバー・タイトルを獲得するなど有力コンデンターとして活躍してきたフォードは、ターボエンジンに対するハンディキャップの重さを嫌い1989年限りでDTMから撤退した。代わってアウディがDTMへの参戦を開始した。
- BMW

1990年のDTMにBMWは排気量を2.5Lに拡大し、フロントとリヤに調整可能なスポイラーを装備したM3スポーツエボリューションを用意し、シュニッツァー、ビガッツィ、ザクスピード、リンダ―の4チームから計10台のマシンをエントリーさせた。タイヤはシュニッツァー、ビガッツィがヨコハマ、リンダ―はピレリを使用する。
シュニッツァーはジョニー・チェコットと1989年に未勝利ながらランキング3位に入ったファビアン・ジロワの2名をエントリーさせたが2人のドライバーは対照的なシーズンを送った。チェコットが3勝を挙げ最終戦までタイトル争いをしたのに対し、ジロワはシーズンランキング9位に沈み、1990年シーズン限りでシュニッツァーを離れることになった。
ビガッツィは1990年からBMW陣営に加わったイタリアのチームで、ドライバーはザクスピードから移籍のスティーブ・ソーパー、元F1ドライバーのヨアヒム・ヴィンケルホック、ジャック・ラフィットと実力あるドライバー3人を起用し、ソーパーが2勝、ヴィンケルホック、ラフィットが1勝を記録した。
ザクスピードの女性ドライバー、アネット・ミュービッセンは活躍のないままシーズンを終え、リンダ―のクリス・ニッセンはチームとの関係を悪化させ第8戦・ノリスリンク終了後チームを離れた。
1989年のチャンピオン、ロベルト・ラヴァーリアはイタリアツーリングカー選手権とWSPCに活躍の場を移し、スポットで参戦した。
シュニッツァーは5勝を挙げチームタイトルを獲得した。BMWはビガッツィの4勝を含めメーカー別で最多の9勝を挙げた。
- メルセデス・ベンツ

1990年のDTMにメルセデス・ベンツは190E2.5-16エボリューションIをAMG、フランスのスノーベック、MS(マス・ショーンズ)の3チームから8台送り込んだ。タイヤはAMGがダンロップ、スノーベック、MSがピレリを使用した。
AMGはメルセデス・ワークスとして活動し、マシン開発もAMGが行いスノーベック、MSにマシンを供給している。第7戦・ニュルブルクリンクからAMGのみ190E2.5-16エボリューションIIにマシンを変更した。予選でルドヴィック、ティームが1，2位を占める速さを見せたが、その後熟成が進まずエボリューションIIはシーズン1勝を記録するにとどまった。
AMGの4名のドライバーの内フリッツ・クロイツポインターと トーマス・ヴィンケルホックは若手ドライバーの育成目的、Jrチームとして起用されクロイツポインターは抜擢に応え最優秀新人のタイトルを獲得したが、ヴィンケルホックは不振でシーズン前半のみでチームから放出された。
- アウディ

1987年限りでWRCから撤退したアウディは、1988年から4WDマシンでアメリカ・Trans-AMシリーズに進出し1年目にしてドライバー・タイトルを獲得。1989年にはIMSA-GTOでタイトル争いをするなど活躍した。1990年、アウディは4WDマシン、アウディ・V8クワトロでDTMに挑戦することになった。
V8クワトロは4WDのためハンディキャップとして最低重量1220kgと、最低重量1040kgのBMW、メルセデスに対して180kgも重い車重を課せられ、第9戦・ディープホルツからは1300kgにまで最低重量を引き上げられた。タイヤはダンロップを使用した。
アウディは1990年のDTMにSMS(シュミット・モトーアシュポルト・テクニーク)から、ハンス＝ヨアヒム・スタックの1台のみエントリーさせた。スタックはBMW、メルセデスに比べるとはるかに脆弱な体制のなか健闘し、シーズン前半で4勝を挙げた。最低重量が引き上げられたシーズン後半、成績が低迷したがヴァルター・ロール、フランク・イエリンスキーのサポートを受けた最終戦ホッケンハイムで連勝し、アウディは逆転で参戦1年目にしてドライバー・タイトルの獲得に成功した。
- オペル

オペルは1990年のDTMにワークスのイルムシャーからニューマシン、オメガ3000/24Vを2台、シューベル・エンジニアリングからカデットGSi-16Vを1台参戦させた。しかしオメガは開幕戦の予選でエンジントラブルを起こして一時撤退。第4戦・アブスから復帰したものの、カデットとともに成績は低迷した。
- その他

プライベート・チームがフォード・マスタングを、スイスのディーラー・チームがトヨタ・スープラを走らせたが目立った成績を残すことはなかった。

## スパ24時間レース
BMWはこの年からDTMカーの出場が認められるようになったスパ24時間にシュニッツァー、ビガッツィ、リンダ―から各2台ずつ、計6台のDTM仕様のM3をエントリーさせた。M3と総合優勝を争ったのは前年までDTMに参戦していた強豪、エッゲンバーガーが走らせるグループA仕様のフォード・シエラだったがこれを降しシュニッツァーが1-2フィニッシュを決め、ビガッツィ、リンダ―も4位、5位に入賞した。

## 参照
1. ↑  「Racing On」 No.087,p.70。